# Honório de Autun
Honório de Autun (em latim: Honorius Augustodunensis; 1080–1154 (74 anos)) foi um teólogo cristão prolífico e muito popular no século XII que escreveu sobre diversos assuntos. Seu estilo era não escolástico e muito vivaz, o que o tornava acessível para a comunidade leiga em geral, ajudando a popularizar a erudição clerical em seu tempo.

## Vida

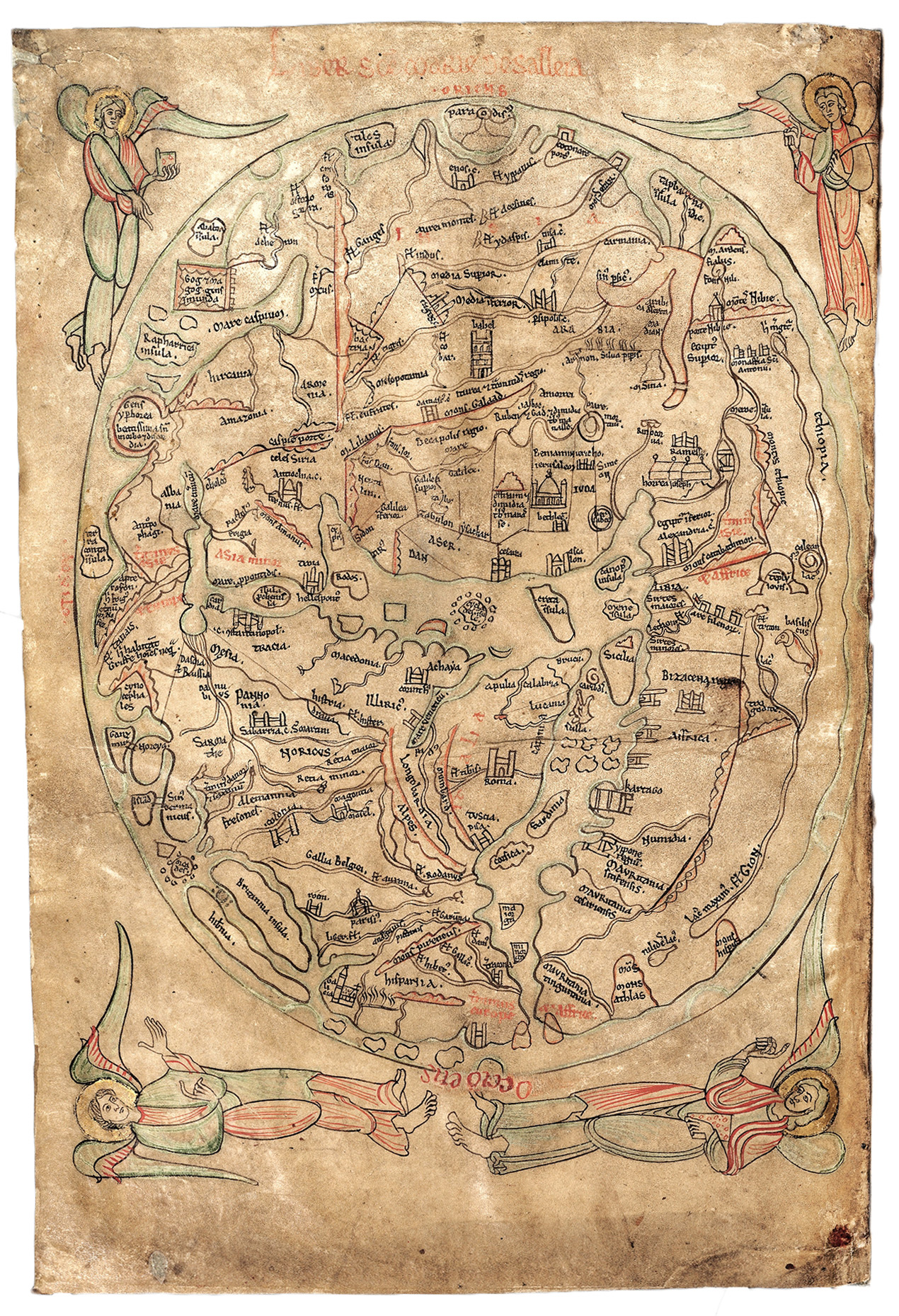
Mapa-mundi conhecido como "Mapa Sawley" na "Imago mundi" de Honório.
Fólio de um manuscrito preservado no Corpus Christi College da Universidade de Cambridge (MS 66, pt. 1).

Muito pouco se sabe sobre sua vida. Ele próprio se auto-denomina "Honorius Augustodunensis ecclesiae presbyter et scholasticus" e "Augustodunensis" é geralmente entendido como sendo uma referência a Augustodunum, o nome latino de Autun, mas esta identificação é atualmente rejeitada. Porém, não há um racional sólido para nenhuma outra identificação já proposta (como Augst, perto de Basileia, Augsburgo, na Suábia, ou Augustinensis, uma referência à Abadia de Santo Agostinho em Cantuária) e, por isso, o nome mais conhecido acabou se consolidando. É certo que ele era um monge que viajou pela Inglaterra e foi aluno de Anselmo de Cantuária por um tempo. No final de sua vida, estava no Mosteiro dos Escoceses, na Baviera, provavelmente já recluso.

## Obras
Entre as obras de Honório estão:
- "Elucidarium": uma pesquisa sobre as crenças cristãs escrita na Inglaterra. Foi traduzida muitas vezes para outras línguas vernaculares.
- "Sigillum sanctae Mariae": uma série de lições sobre como celebrar a Assunção de Maria juntamente com um comentário sobre o "Cântico dos Cânticos, que ele entende ser um texto que trata principalmente de Maria.
- "Gemma animae": uma visão alegórica sobre a liturgia e suas práticas.
- "Opera exigetica": um comentários sobre o "Cântico dos Cânticos" (c. 1170) A commentary on The Song of Songs, (c. 1170), desta vez tratando-o como uma alegoria do casamento de Cristo com a Igreja[1]
- Um longo comentário sobre o Livro dos Salmos.
- "Clavis physicae", a primeira parte (1-315) é um sumário dos quatro primeiros livros de João Escoto Erígena, "Periphyseon" ("De divisione naturae"); a segunda (316-529) é uma reprodução integral do quinto livro.
- "De luminaribus ecclesiae": uma bibliografia de autores cristãos que termina com uma lista de 21 de suas próprias obras.

Sua obra mais importante é "Imago mundi", uma enciclopédia de cosmologia e geografia popular combinada com um crônica da história universal. Foi traduzida para diversas línguas vernaculares e foi muito popular durante toda a Idade Média, tratando, entre outras coisas, da operação dos anjos da guarda.
Uma grande estudiosa de Honório é Valerie Flint, cujos ensaios sobre ele foram publicados em "Ideas in the Medieval West: Texts and their Contexts" (Londres, 1988). Outra obra importante sobre Honório é "Peter Abelard; Honorius of Regensburg", de Constant J. Mews e Valerie Flint,  (Aldershot, 1995).

## Atribuição
- "Honorius of Autun" na edição de 1913 da Enciclopédia Católica (em inglês).  Em domínio público.